# カイル・マゴウィン
カイル・ケストン・マゴウィン（Kyle Keston McGowin, 1991年11月27日 - ）は、アメリカ合衆国ニューヨーク州サフォーク郡サウサンプトン出身のプロ野球選手（投手）。アメリカ独立リーグ・アトランティックリーグのチャールストン・ダーティーバーズ所属。右投右打。

## 経歴

### プロ入りとエンゼルス傘下時代
2013年のMLBドラフト5巡目（全体157位）でロサンゼルス・エンゼルス・オブ・アナハイムから指名され、プロ入り。契約後、傘下のパイオニアリーグのルーキー級オレム・オウルズでプロデビュー。9試合（先発1試合）に登板して1勝1敗、防御率6.28、12奪三振を記録した。
2014年はルーキー級アリゾナリーグ・エンゼルス、A+級インランド・エンパイア・シックスティシクサーズ、AA級アーカンソー・トラベラーズでプレーし、3球団合計で12試合に先発登板して1勝6敗、防御率3.03、53奪三振を記録した。
2015年はAA級アーカンソーでプレーし、27試合に先発登板して9勝9敗、防御率4.38、125奪三振を記録した。
2016年はAA級アーカンソーとAAA級ソルトレイク・ビーズでプレーし、2球団合計で27試合に先発登板して9勝14敗、防御率5.83、130奪三振を記録した。

### ナショナルズ時代
2016年12月10日にダニー・エスピノーサとのトレードで、オースティン・アダムスと共にワシントン・ナショナルズへ移籍した。
2017年は傘下のA+級ポトマック・ナショナルズ、AA級ハリスバーグ・セネターズ、AAA級シラキュース・チーフスでプレーし、3球団合計で19試合に先発登板して3勝12敗、防御率5.95、75奪三振を記録した。オフにはアリゾナ・フォールリーグに参加し、メサ・ソーラーソックスに所属した。
2018年、マイナーではA+級ポトマック、AA級ハリスバーグ 、AAA級シラキュースでプレーし、3球団合計で23試合に先発登板して8勝6敗、防御率2.80、152奪三振を記録した。 9月4日にメジャー契約を結んでアクティブ・ロースター入りし、翌5日のセントルイス・カージナルス戦でメジャーデビュー。この年メジャーでは5試合（先発1試合）に登板して防御率5.87、8奪三振を記録した。
2019年は7試合（先発1試合）に登板して1セーブ、防御率10.13、18奪三振を記録した。ポストシーズンのロースターには入っていなかったものの、ナショナルズはワールドシリーズ優勝を果たしたため、初のチャンピオンタイトルを獲得した。
2020年9月5日のアトランタ・ブレーブス戦でリリーフ登板でメジャー初勝利を挙げた。このシーズンは、9登板で11回を投げ16奪三振、防御率4.91を記録した。
2021年は出場機会を増やし、27試合に登板して、0勝0敗1ホールド、防御率4.20を記録したが、9月4日に右肘の靭帯損傷のため60日間の負傷者リスト入りした。11月7日にFAとなった。
2022年は無所属だった。

### 独立リーグ時代
2023年4月19日にアトランティックリーグのスタテンアイランド・フェリーホークスと契約した。4月28日のチーム開幕戦に先発登板し、5回を無安打に抑え11三振を奪う完璧な投球を見せた。

### アストロズ傘下時代
2023年5月8日にヒューストン・アストロズとマイナー契約を結んだ。AAA級シュガーランド・スペースカウボーイズで16試合（先発9試合）に登板したが、3勝7敗、防御率7.36という成績に終わり、8月16日に自由契約となった。

### 独立リーグ時代
2023年8月26日にアメリカン・アソシエーションのレイクカントリー・ドッグハウンズと契約した。1試合に先発登板し、6回を投げて自責点2、奪三振7という結果だった。

### 中信兄弟時代
2023年8月29日に台湾プロ野球（CPBL）の中信兄弟と契約した。CPBLでの登録名は「馬格文」。3試合（12イニング）に先発登板したが、0勝2敗、防御率7.50という成績に終わり、シーズン終了後に自由契約となった。

### 独立リーグ時代
2024年3月13日にアトランティックリーグのチャールストン・ダーティーバーズと契約した。2試合に先発登板して、1勝0敗、防御率2.70を記録した。

### カブス傘下時代
2024年5月10日にシカゴ・カブスとマイナー契約を結んだ。AA級テネシー・スモーキーズとAAA級アイオワ・カブスの2球団に所属し、合計15試合に先発して2勝4敗、防御率4.66という成績を記録したが、 8月8日に自由契約となった。

### 独立リーグ時代
2025年4月22日に前年も一時所属したアトランティックリーグのチャールストン・ダーティーバーズと契約を結んだ。

## 詳細情報

### 年度別投手成績
| 年 度     | 球 団     | 登 板 | 先 発 | 完 投 | 完 封 | 無 四 球 | 勝 利 | 敗 戦 | セ 丨 ブ | ホ 丨 ル ド | 勝 率 | 打 者 | 投 球 回 | 被 安 打 | 被 本 塁 打 | 与 四 球 | 敬 遠 | 与 死 球 | 奪 三 振 | 暴 投 | ボ 丨 ク | 失 点 | 自 責 点 | 防 御 率 | W H I P |
| --------- | --------- | ----- | ----- | ----- | ----- | -------- | ----- | ----- | -------- | ----------- | ----- | ----- | -------- | -------- | ----------- | -------- | ----- | -------- | -------- | ----- | -------- | ----- | -------- | -------- | ------- |
| 2018      | WSH       | 5     | 1     | 0     | 0     | 0        | 0     | 0     | 0        | 0           | ----  | 34    | 7.2      | 6        | 2           | 5        | 0     | 0        | 8        | 2     | 0        | 5     | 5        | 5.87     | 1.44    |
| 2019      | WSH       | 7     | 1     | 0     | 0     | 0        | 0     | 0     | 1        | 0           | ----  | 76    | 16.0     | 22       | 7           | 4        | 0     | 1        | 18       | 4     | 0        | 19    | 18       | 10.13    | 1.63    |
| 2020      | WSH       | 9     | 0     | 0     | 0     | 0        | 1     | 0     | 1        | 1           | 1.000 | 47    | 11.0     | 9        | 2           | 5        | 1     | 1        | 16       | 1     | 0        | 6     | 6        | 4.91     | 1.27    |
| 2021      | WSH       | 27    | 0     | 0     | 0     | 0        | 0     | 0     | 0        | 1           | ----  | 128   | 30.0     | 21       | 5           | 14       | 1     | 2        | 35       | 1     | 0        | 14    | 14       | 4.20     | 1.17    |
| 2023      | 兄弟      | 3     | 3     | 0     | 0     | 0        | 0     | 2     | 0        | 0           | .000  | 58    | 12.0     | 18       | 1           | 2        | 0     | 1        | 15       | 0     | 0        | 10    | 10       | 7.50     | 1.67    |
| MLB：4年  | MLB：4年  | 48    | 2     | 0     | 0     | 0        | 1     | 0     | 2        | 2           | 1.000 | 285   | 64.2     | 58       | 16          | 28       | 2     | 3        | 77       | 8     | 0        | 44    | 43       | 5.98     | 1.33    |
| CPBL：1年 | CPBL：1年 | 3     | 3     | 0     | 0     | 0        | 0     | 2     | 0        | 0           | .000  | 58    | 12.0     | 18       | 1           | 2        | 0     | 1        | 15       | 0     | 0        | 10    | 10       | 7.50     | 1.67    |

- 2024年度シーズン終了時

### 年度別守備成績
| 年 度 | 球 団 | 投手（P） | 投手（P） | 投手（P） | 投手（P） | 投手（P） | 投手（P） |
| 年 度 | 球 団 | 試 合     | 刺 殺     | 補 殺     | 失 策     | 併 殺     | 守 備 率  |
| ----- | ----- | --------- | --------- | --------- | --------- | --------- | --------- |
| 2018  | WSH   | 5         | 0         | 1         | 0         | 0         | 1.000     |
| 2019  | WSH   | 7         | 2         | 0         | 1         | 0         | .667      |
| MLB   | MLB   | 12        | 2         | 1         | 1         | 0         | .750      |

- 2019年度シーズン終了時

### 背番号
- 61（2018年 - 2021年）
- 25（2023年 - ）